# Géisha Speed
Géisha Speed född 27 november 2016, är en fransk varmblodig travhäst som tränas av Jean-Philippe Monclin och rids av Anthony Barrier.
Hon började tävla i mars 2019 och inledde med en andraplats och tog sin första seger i sin tionde start. Hon har hittills sprungit in 568 830 euro på 86 starter, varav 8 segrar och 13 andraplatser samt 11 tredjeplatser. Den hittills största segern är tagen i Prix de l'Île-de-France (2024).
Hon har även segrat i Prix Jean Mary (2023) och kommit på andraplats i Prix Jules Lemonnier (2023), Prix Cornelia (2024) samt kommit på tredjeplats i Prix Roger Ledoyen (2023).

## Statistik
| Statistik för Géisha Speed (Ref.) | Statistik för Géisha Speed (Ref.) | Statistik för Géisha Speed (Ref.) | Statistik för Géisha Speed (Ref.) | Statistik för Géisha Speed (Ref.) | Statistik för Géisha Speed (Ref.) |
| --------------------------------- | --------------------------------- | --------------------------------- | --------------------------------- | --------------------------------- | --------------------------------- |
| Starter                           | Placeringar                       | Startprissumma                    | Segerprocent                      | Platsprocent                      | Rekord                            |
| 86                                | 8-13-11                           | 568 830 euro                      | 9 %                               | 37 %                              | 1.10,5ak,                         |

### Större segrar
| År   | Lopp                    | Kusk            | Vinstbelopp | Grupp   |
| ---- | ----------------------- | --------------- | ----------- | ------- |
| 2024 | Prix de l'Île-de-France | Anthony Barrier | 90 000 EUR  | Grupp 1 |